# Neuchâteli-tó
A Neuchâteli-tó (németül: Neuenburgersee) 218.3 km²-es területével a legnagyobb, teljes kiterjedésében svájci tó. 

## Földrajza
Vaud, Neuchâtel, Berne és Fribourg kantonok szegélyezik a Svájcban elhelyezkedő festői szépségű tavat.
218,3 km²-es felszínével Svájc legnagyobb tava, mivel a nálánál nagyobb Genfi-tó átnyúlik Franciaországba, a Konstanzi-tó pedig Németországba és Ausztriába. A tó 38 km hosszú, átlagosan 8 km széles (legszélesebb pontján 12 km). A 152nbspm-es legmélyebb ponttal büszkélkedő tó felszíne a tengerszint feletti 429nbspm-es magasságban található. Teljes térfogata 14 km³, míg vízgyűjtője hozzávetőleg 2670nbspkm².
A Neuchâteli-tavat az Orbe (a tóba már Thièle néven ömlik), az Arnon, az Areuse (amely átszeli a Travers völgyet), a Ruz völgyön áthaladó Seyon és a Mentue (Yvonand-nál) folyók, valamint a Sauge csatorna (amely a Murten tavat csapolja és Broye folyóból táplálkozik) táplálják. A Seeland övezet folyóiból álló rendszer részét képező Neuchâteli-tó vizét a Thielle (németül Zihl) csatorna a Biel/Bienne-i tóba csapolja.
Mind földtanilag mind ősrégészetileg jelentős terület. Több földtörténeti szakaszt neveztek el környékbeli kőzetelőfordulások után (hauterivi, valangini), a tóparton pedig már cro-magnoni emberek is éltek (monruzi vénusz).